# Centre for the Study of Medicine and the Body in the Renaissance
Das Centre for the Study of Medicine and the Body in the Renaissance (CSMBR) ist ein internationales Forschungsinstitut für Medizin- und Wissenschaftsgeschichte mit Sitz im Domus Comeliana in Pisa. Das CSMBR ist eine der größten italienischen Institutionen medizinbezogener Geisteswissenschaften.

## Geschichte
Das CSMBR wurde im Januar 2018 nach der Stiftung durch das Institutio Santoriana – Fondazione Comel gegründet, um die wissenschaftlichen Errungenschaften des italienischen Arztes, Forschers, Erfinders und Philosophen Santorio Santori (1561–1636) zu übermitteln. Er verbreitete die quantitative Methodik innerhalb der Medizin und gilt als Vater der quantitativen, experimentellen Physiologie; eine Ansicht, die Marcello Comel (1902–1996), Gründer der Institution, teilte.

### Sitz
Die Räumlichkeiten des CSMBR befinden sich in der Domus Comeliana, des ehemaligen Wohnhauses Marcello Comels. Sie liegen neben dem Schiefen Turm auf der Piazza dei Miracoli.

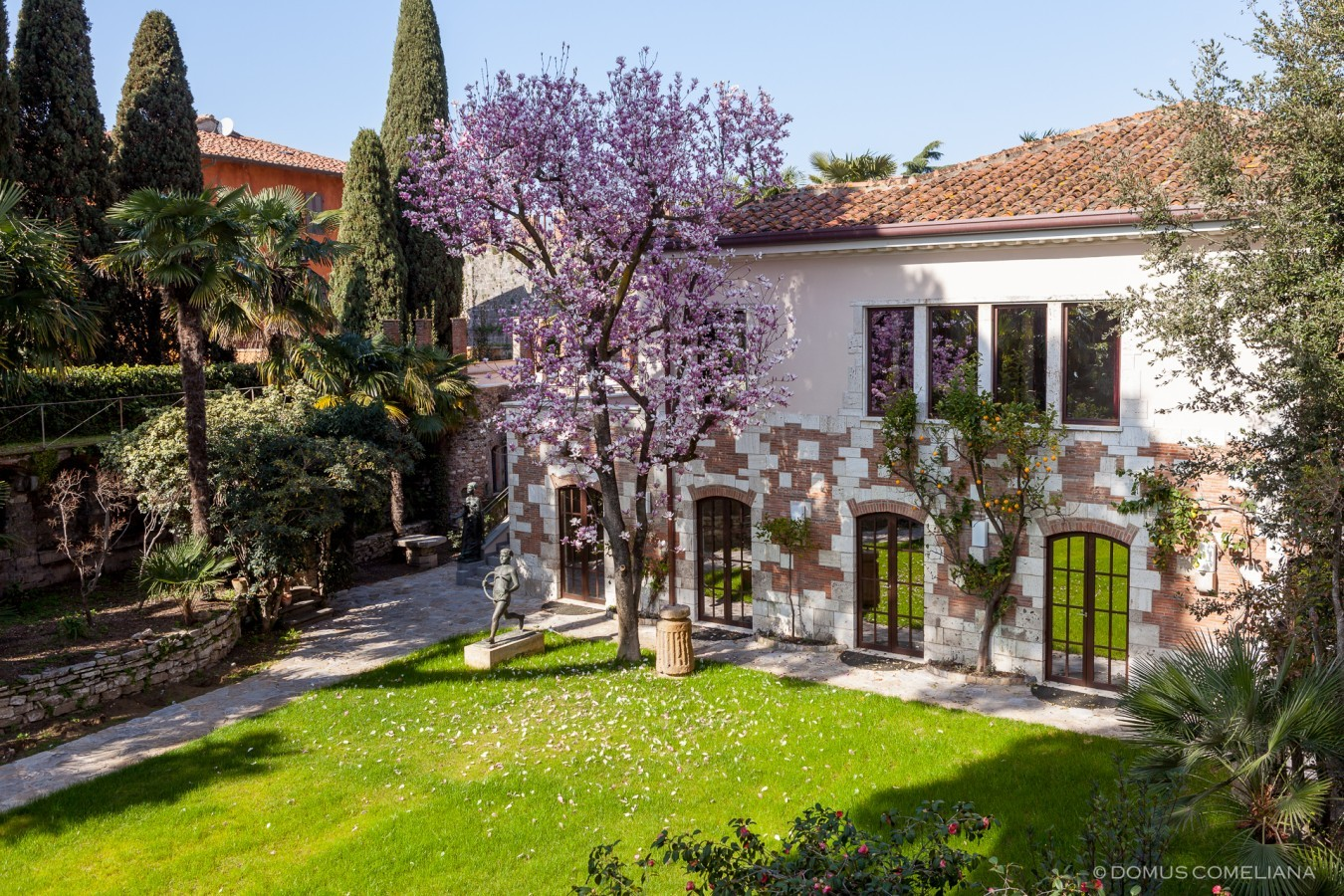
Domus Comeliana

### Organisation
Die Leitung des CSMBR liegt in den Händen eines Komitees aus Forschern, das mit verschiedenen Universitäten und Forschungseinrichtungen in der EU, dem Vereinigten Königreich und den USA kooperiert:
- die University of Exeter
- der Yale University;
- die Julius-Maximilians-Universität Würzburg;
- die Università degli studi di Parma;
- das Studio Firmano per la Storia della Medicina e della Scienza.

Der Gründer und aktueller Direktor des CSMBR ist der Ideenhistoriker Fabrizio Bigotti während der Medizinhistoriker Vivian Nutton die Präsidentschaft innehat.

### Auftrag

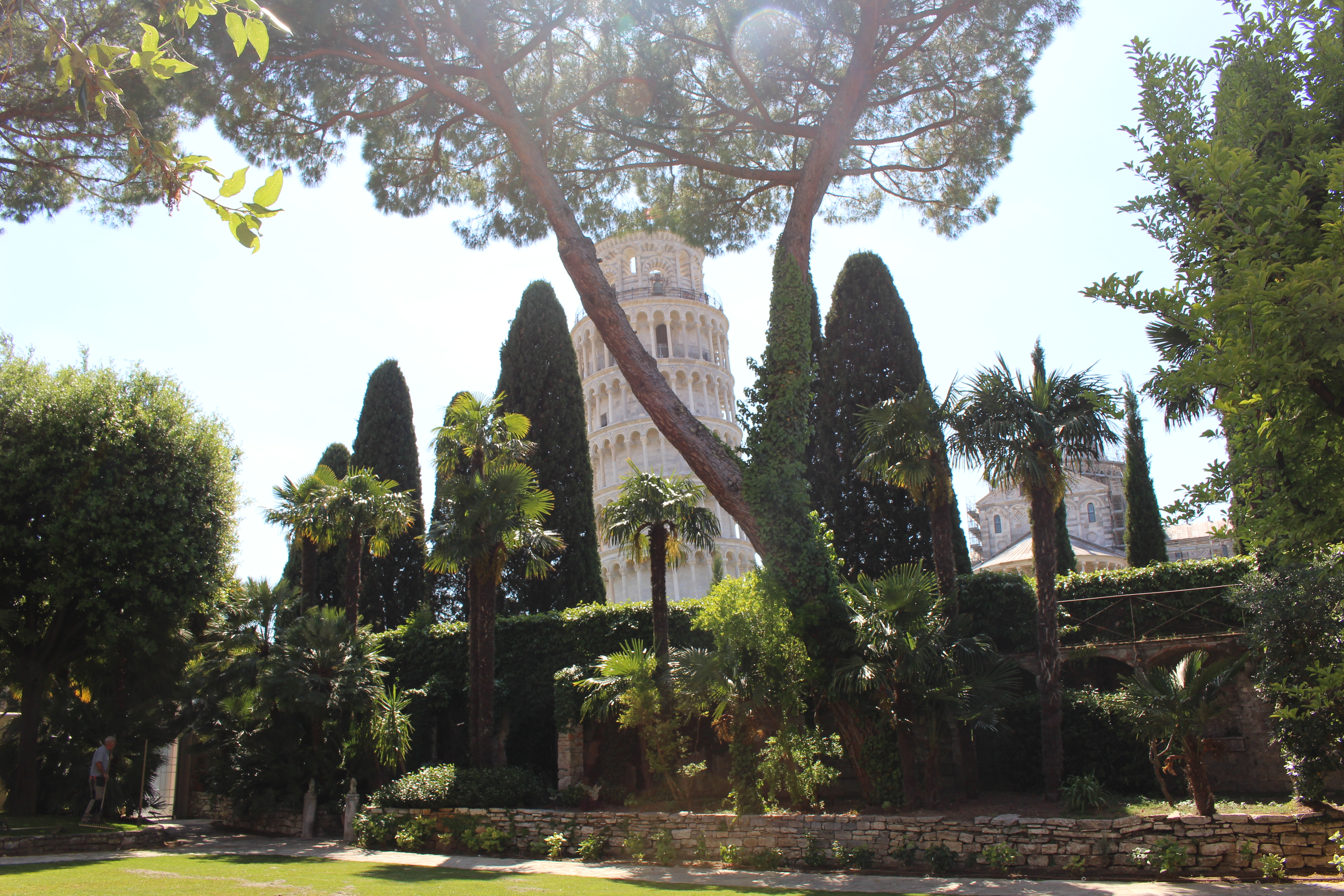
Innere Gärten der Domus Comeliana

Der Kern des Auftrages des CSMBR ist die Verbreitung der Werte des Humanismus und die Erweiterung der Wissensakkumulation, wie sie durch die intellektuellen, kulturellen und sozialen Entwicklungen der Europäischen Medizinischen Renaissance (1300–1700) angeregt wurden.

### Gründungsprinzipien
Die Gemeinschaft des CSMBR ließ sich von den Prinzipien des Renaissance-Humanismus inspirieren, was die Anerkennung, den Respekt und die Entwicklung des menschlichen Potenzials eines jeden Individuums bedeutet. In Eintracht mit diesen Prinzipien ist die Sicherung und Wiederbelebung der klassischen Tradition zentral für die akademische Arbeit am CSMBR. Daher soll die vollzogene Forschung eine freie und unabhängige Meinungsfindung ermöglichen. Folglich vertritt oder unterstützt das CSMBR kein politisches Ziel. Es versteht sich stattdessen als ein unabhängiges Forschungsinstitut, das für Forscher aller Nationalitäten offen ist, ohne Diskriminierung aufgrund von Ethnie, Geschlecht und Alter oder politischer, religiöser und sexueller Orientierung.

## Preise und Publikationen
Das Zentrum bietet verschiedene Preise und Reisestipendien, beispielsweise den Santorio Award for Excellence in Research und das Santorio Fellowship for Medical Humanities and Science, während die zweijährliche VivaMente Conference in the History of Ideas internationale Kooperation anregen soll.
Durch eine Partnerschaft mit Palgrave Macmillan (Springer) unterstützt das CSMBR die Reihe Palgrave Studies in Medieval and Early Modern Medicine (PSMEMM). Diese ist auf die intellektuelle Tradition der westlichen Medizin spezialisiert, insbesondere inwiefern sie mit den Wissenschaften, Institutionen, Praktiken und Technologien interagierte, die sich über das Mittelalter und die frühe Moderne (500–1800) hinweg entwickelten. Es strebt an, das Spektrum an Interaktionen zwischen den verschiedenen Konzeptualisierungen des Körpers – insbesondere ihre Bedeutung für die Künste (z. B. Literatur, Malerei, Musik, Tanz und Architektur) – und auf welche Weise verschiedene medizinische Traditionen überlappten und voneinander beeinflusst wurden. Die Reihe hostet ebenfalls Beiträge der Santorio-Preisträger und sucht vor allem Werke junger Autoren.